# Cheikh Hamidou Kane
Cheikh Hamidou Kane (Matam, Senegal; 2 de abril de 1928) es un escritor senegalés, autor de la novela L'Aventure ambiguë, galardonada con el Gran premio literario del África Negra de 1962. El libro explora las interacciones entre la cultura occidental y la africana desde la perspectiva de un niño fulani que va a estudiar a Francia, donde pierde contacto con su fe islámica y sus raíces senegalesas.

## Biografía
Nacido en la ciudad senegalesa de Matam, Kane recibió una educación musulmana tradicional antes de ir a París para estudiar derecho en la Universidad de la Sorbona. Posteriormente se gradúa en derecho y filosofía de la École Nationale de la France d'Outre-Mer. En 1959 regresa a Senegal y pasa a trabajar en el gobierno. También ejerció como funcionario de UNICEF en la ciudad de Lagos (Nigeria) y en Abiyán (Costa de Marfil).
Su novela autobiográfica L'Aventure ambiguë se publicó en 1961 y ganó el Gran premio literario del África Negra al año siguiente. Su siguiente novela, Les gardiens du temple, se publicó en 1995. En 2019, Kane fue galardonado con el Grand Prix des Mécènes por parte de Camerún.